# ابله (فیلم ۲۰۱۱)
ابله (استونیایی: Idioot) یک فیلم درام استونیایی است که بر پایهٔ رمان ابله اثر فیودور داستایفسکی به کارگردانی رینر سارنت است و در سال ۲۰۱۱ میلادی منتشر شد.